# Misumenoides formosipes
Misumenoides formosipes är en spindelart som först beskrevs av Charles Athanase Walckenaer 1837.  Misumenoides formosipes ingår i släktet Misumenoides och familjen krabbspindlar. Inga underarter finns listade i Catalogue of Life.